# Julie Anne Page
Julie Anne Page, née le 21 avril 1983 à Manchester (Grande-Bretagne), est une joueuse britannique de basket-ball.

## Biographie
Elle découvre tardivement le basket à l'âge de 13 ans.
Après une année à Aix-en-Provence, elle s'engage en 2010-2011 avec l'ESBVA, mais son rendement ne donne pas satisfaction à Abdou N'Diaye qui la remplace fin janvier par la serbe Adrijana Knezevic.
Elle rebondit la saison suivante en Pologne. Membre de l'équipe de Grande-Bretagne, elle dispute les jeux olympiques 2012.

## Clubs
| Saisons   | Équipe               | Pays    |
| 2000-2004 | Ribera               | Italie  |
| 2009-2010 | Pays d'Aix Basket 13 | France  |
| 2010-2011 | Villeneuve-d'Ascq    | France  |
| 2011-2012 | Energa Toruń         | Pologne |